# 第二次費宏內閣
第二次費宏內閣成立於嘉靖五年七月二日（1526年8月9日），結束於嘉靖六年二月十六日（1527年3月17日）。是明世宗統治下的第六個內閣，由時任少師、太子太師兼華蓋殿大學士費宏組閣。
嘉靖六年二月，錦衣衛百戶王邦奇在議禮派領袖張璁、桂萼的指使下，上書誣衊哈密失陷乃是前內閣首輔楊廷和、前兵部尚書彭澤賄賂土魯番求和所導致，且費宏與石珤涉嫌包庇楊廷和行賄，當月十六日，費宏為規避自身深陷政爭，與石珤一同請辭獲准；同日由次輔楊一清繼任內閣首輔。

## 內閣成員
以下閣員全部自第一次楊一清內閣續任：
| 職位         | 姓名   | 備注 |
| ------------ | ------ | ---- |
| 首輔         | 費宏   |      |
| 次輔         | 楊一清 |      |
| 武英殿大學士 | 石珤   |      |
| 武英殿大學士 | 賈詠   |      |